# هنری مورگنتاو سینیور
هنری مورگنتاو سینیور (انگلیسی: Henry Morgenthau Sr.; ‏۲۶ آوریل ۱۸۵۶ – ۲۵ نوامبر ۱۹۴۶) کارآفرین، دیپلمات و وکیل اهل ایالات متحده آمریکا که در بین سال‌های ۱۹۱۳ تا ۱۹۱۶ سفیر ایالات متحده آمریکا در امپراتوری عثمانی بود.